# Kalpetus
Kalpetus - król miasta Alba Longa, syn Capysa, ojciec Tiberinusa, jeden z potomków Askaniusza. 
Liwiusz pisze o nim w swoim dziele Ab urbe condita, w księdze I: Prisci Latini appellati. Mansit Silviis postea omnibus cognomen, qui Albae regnarunt. Latino Alba ortus, Alba Atys, Atye Capys, Capye Capetus, Capeto Tiberinus, qui in traiectu Albulae amnis submersus celebre ad posteros nomen flumini dedit.